# ألفرد إي. جاكسون
ألفرد إي. جاكسون (بالإنجليزية: Alfred E. Jackson)‏ هو قائد عسكري أمريكي، ولد في 11 يناير 1807 في مقاطعة ديفيدسون في الولايات المتحدة، وتوفي في 30 أكتوبر 1889 في جونزبورو في الولايات المتحدة.